# Rocket Man (canção)
"Rocket Man (I Think It's Going to Be a Long, Long Time)" é uma música composta por Elton John e Bernie Taupin que ficou mundialmente famosa na voz de John. É baseada no conto "The Rocket Man", do livro The Illustrated Man, de Ray Bradbury, e traz de volta o tema da música Space Oddity, que David Bowie compôs em 1969. Rocket Man foi lançado no álbum Honky Château, de 1972, e tornou-se um hit, alcançando a 2ª posição na lista das mais pedidas da Inglaterra e a 6ª nos Estados Unidos.
A letra da música, escrita por Taupin, colaborador de longa data de John, descreve os sentimentos de um astronauta em Marte que deixou a família pelo trabalho. Musicalmente, a canção é uma balada pop com um excelente arranjo, ancorado no piano de John, com uma textura atmosférica adicionada por meio de sintetizadores e slide guitars.
"Rocket Man" obteve a 245ª posição na lista das 500 maiores músicas de todos os tempos da revista Rolling Stone, em 2004.
Outra música chamada "Rocket Man" (e também baseada no conto de Bradbury) foi lançada pela banda Pearls Before Swine no álbum The Use of Ashes, de 1970. Em uma entrevista na Billboard Magazine, Taupin reconheceu que a música do Pearls lhe serviu de inspiração.
Em 1972 a canção integrou a trilha sonora internacional da novela "O Bofe", exibida pela TV Globo. Na trama de Bráulio Pedroso a canção foi tema do personagem "Demétrius", defendido por Claudio Marzo.

## Certificados
Em 30 de agosto de 2019, a música foi certificada como Platina pela British Phonographic Industry por vendas de 600.000 downloads digitais e vendas equivalentes de streaming. Com vendas de 3 milhões nos Estados Unidos, a canção recebeu três vezes com certificação de platina pela Recording Industry Association of America. A revista Rolling Stone colocou Rocket Man em 245º lugar em sua lista das 500 melhores canções de todos os tempos.